# 男性自我口交

自我吮陽的示意圖

男性自我口交（英語：Autofellatio），是自慰的一種形式，指男性用口刺激自己的陰莖。只有少部份的男性身體能夠自我吮陽。

## 歷史
古埃及象形文字及绘画中已有对自我吮陽的描述和表现。学者大衛·洛頓（David Lorton）說：“许多古代文献中讲述了埃及宗教神话中的自我吮陽。”据记载，太阳神拉（Ra）自我吮陽后，将精液吐于地上而造出了神男舒（Shu）及神女泰芙努特（Tefnut）。在相关的宗教祭礼中，也显然有自我吮陽的表演。
根据另一个在埃及学家中仍有争议的理论，为了使星辰各在其位、从而使宇宙保持秩序，冥神奥西里斯（Osiris）的儿子霍勒斯（Horus）每夜自我吮陽并吞食其精液。虽然自我吮陽可能属于古埃及正常生活的一部分，但由于这个行为所具有的“禁忌”（taboo）色彩，有关信息很难被公众获知。由于这个原因，许多描绘自我吮陽的绘画在英国维多利亚时代都被故意毁掉了。

## 身體方面
多数男性由于陰莖不够长以及由于身體韧性不足而无法进行自我吮陽。只有少數男性具有足夠的靈活性和陰莖長度來安全地自我吮陽。然而，通過重力輔助能增加身體的靈活性，体操、柔术、瑜伽等训练可以使一部分男性能夠自我吮陽。美國生物學家克雷格·巴特爾（Craig Bartle）和阿爾弗雷德·金賽称，不到1%的男性可以成功地用口接觸自己的陰莖，在十萬人中只有2或3名男性能夠完全自我吮陽。